# Эстафета (биатлон)
Эстафе́та — командное состязание в биатлоне. Команда у мужчин, женщин и юниоров состоит из четырёх спортсменов — представителей одной страны, а у юниорок, юношей и девушек — из трёх. Каждый биатлонист проходит один этап, составляющий 7,5 км для мужчин, юниоров и юношей и 6 км для женщин, юниорок и девушек с двумя огневыми рубежами. По одному представителю от каждой страны стартуют одновременно и, пробежав свой этап, передают эстафету следующему биатлонисту из своей команды. Первая стрельба — лёжа, вторая — стоя. Биатлонисты занимают себе места на стрельбище в соответствии со своим стартовым номером. Спортсмен имеет по три запасных патрона на каждой стрельбе. Если биатлонист истратит запасные патроны, то за каждую незакрытую мишень предусмотрено прохождение штрафного круга, равного 150 метрам.
Эстафета — старейший вид биатлонных состязаний. На зимних Олимпийских играх эстафеты по биатлону впервые прошли в 1968 году у мужчин и в 1992 году у женщин. Первыми олимпийскими чемпионами, взявшим золотую медаль в эстафете, стали биатлонисты из СССР Александр Тихонов, Николай Пузанов, Виктор Маматов и Владимир Гундарцев, а первыми олимпийскими чемпионками в этом же виде состязаний — выступавшие за сборную Франции Коренн Ниогре, Вероника Клодель и Анна Бриан. Впервые эстафеты в рамках Чемпионатов мира были проведены в 1966 и 1984 годах у мужчин и у женщин соответственно. Первыми чемпионами мира на этой дистанции стали норвежские биатлонисты Йон Истад, Рагнар Твейтен, Ивар Нордкилл и Олав Йорде, а первыми чемпионками мира — советские биатлонистки Венера Чернышова, Людмила Заболотная и Кайя Парве.